# Fadiivka, Polonne
Fadiivka (în ucraineană Фадіївка) este un sat în comuna Brajînți din raionul Polonne, regiunea Hmelnîțkîi, Ucraina.

## Demografie
Componența lingvistică a localității Fadiivka
     Ucraineană (98,84%)
     Rusă (1,16%)
Conform recensământului din 2001, majoritatea populației localității Fadiivka era vorbitoare de ucraineană (98,84%), existând în minoritate și vorbitori de rusă (1,16%).